# 西班牙电视台
西班牙国家电视台（简称：TVE）是西班牙國營的公共廣播電視台。其財政收入來自西班牙政府，2010年前的財政收入则包含播出的电视广告。
TVE隸屬西班牙廣播電視公司（RTVE）。RTVE設有一名經理，作回答董事會之提問。
TVE於1956年10月28日啟播VHF频道。1966年11月15日，UHF頻道亦啟播，成為第二個频道。後來VHF和UHF频道演變成La 1（TVE1）和La 2（TVE2）。至1980年代，它們仍是西班牙的「惟二」電視台。地区性和商营频道开播後，TVE的觀眾逐渐減少，但仍有部份新闻節目有不錯的收視。
TVE亦有衛星轉播服務，即TVE國際頻道（TVE Internacional），以不同頻率於歐洲、非洲、亞洲和美洲播放。

## 外部連結
- 官方網站（页面存档备份，存于） （西班牙文）